# Héctor Almandoz
Héctor Alfredo Almandoz (Morón, Buenos Aires, Argentina, 17 de enero de 1969) es un exfutbolista y entrenador de fútbol, actualmente casado con María Pía Ruper.

## Trayectoria

### Como jugador
Producto de las divisiones inferiores de Vélez Sarsfield, realizó todas su divisiones inferiores como defensor central. Sin embargo, su debut profesional lo realizó como lateral derecho, cuando el 5 de junio de 1988 debutó en el equipo de Liniers en un empate sin goles contra San Lorenzo.A la temporada siguiente, fue cedido a préstamo a Quilmes.Durante la década de los '90 tuvo su época de oro jugando por Vélez Sarsfield, obteniendo títulos a nivel local, continental e intercontinental, logrando la Copa Intercontinental 1994 tras derrotar ante AC Milan en Tokio.
En el fútbol argentino también defendió las camisetas de Estudiantes de la Plata,San Lorenzo, Deportivo Español y Chacarita Juniorsen la primera división; mientras que en divisiones inferiores defendió a Cerámica Argentina de Chivilcoy. También tuvo experiencias en 6 países diferentes, jugando para el Maccabi Haifa israelí,Santa Cruz de Brasil, FBC Melgar peruano, Gallos de Aguascalientes mexicano, Aurora y Jorge Wilstermann de Bolivia y Deportivo Quito de Ecuador.

### Como entrenador
Luego del fin de su carrera como jugador, regresó a Vélez Sarsfield como entrenador de las divisiones inferiores y la reserva del equipo.Entre 2013 y 2014 fue ayudante técnico de José "Turu" Flores en el banco del primer equipo.
En septiembre de 2015 comienza su carrera como entrenador, tomando el mando de Rangers de la Primera B chilena.Tras no lograr pelear por el ascenso a la primera división, en noviembre de 2016 es despedido de su cargo.En octubre de 2018 es anunciado como el reemplazo de Erwin Durán en el banco de Deportes Copiapó de la Primera B chilena,logrando salvar al equipo copiapino del descenso a la Segunda División.
En julio de 2020, deja el banco de Deportes Copiapó para tomar el mando de Deportes Antofagasta de la Primera división chilena.El 3 de diciembre, con el equipo puma en el 5° lugar, es anunciada su desvinculación del equipo.En septiembre de 2021 es anunciado como el nuevo entrenador de Cobreloa de la Primera B chilena, con la misión de salvar al conjunto loíno del descenso.Lograda la salvación, en noviembre de 2021 se anuncia que su contrato no será renovado.
En enero de 2022, se anuncia su regreso al banco de Deportes Copiapó.En noviembre del mismo año, logra un histórico ascenso a la máxima categoría del futbol chileno, derrotando en la final del Play-Offs del Ascenso a Cobreloa.Ya en primera división, tuvo una pésima campaña, e inclusive sufrió un preinfarto tras una victoria ante Audax Italiano.Tras no lograr salir de la última posición del campeonato, en agosto de 2023 es cesado de su cargo.
En marzo de 2024, es anunciado como el nuevo entrenador de Club de Lyon FC de la National Independent Soccer Association de Estados Unidos.El 13 de mayo del mismo año, es presentado como el nuevo entrenador de Curicó Unido de la Primera B Chilena.

## Clubes

### Como jugador
| Club                    | País      | Temporada | Partidos | Goles |
| ----------------------- | --------- | --------- | -------- | ----- |
| Vélez Sarsfield         | Argentina | 1988-1995 | 44       | 2     |
| → Quilmes (cedido)      | Argentina | 1989-1990 | 110      | 2     |
| Estudiantes de la Plata | Argentina | 1995      | 14       | 0     |
| San Lorenzo             | Argentina | 1996-1997 | 29       | 1     |
| Deportivo Español       | Argentina | 1997-1998 | 26       | 0     |
| Maccabi Haifa           | Israel    | 1998-1999 | 1        | 0     |
| Santa Cruz              | Brasil    | 1999      | 1        | 0     |
| Chacarita Juniors       | Argentina | 2000-2001 | 12       | 0     |
| FBC Melgar              | Perú      | 2002      | 2        | 0     |
| Aguascalientes          | México    | 2002      | 22       | 0     |
| Chacarita Juniors       | Argentina | 2003      | 9        | 0     |
| Aurora                  | Bolivia   | 2003      | 18       | 0     |
| Deportivo Quito         | Ecuador   | 2004      | 10       | 0     |
| Jorge Wilstermann       | Bolivia   | 2004      | 8        | 1     |
| Almirante Brown         | Argentina | 2005-2006 | 9        | 1     |
| Cerámica Argentina      | Argentina | 2007      | 7        | 1     |
| Total                   | Total     | Total     | 308      | 8     |

### Como entrenador
| Equipo                       | Div.                | Temporada           | Liga | Liga | Liga | Liga | Liga |    | Copa | Copa | Copa | Copa |   | Internacional | Internacional | Internacional | Internacional | Internacional |   | Otros | Otros | Otros | Otros |    | Totales     | Totales | Totales | Totales | Totales | Totales | Totales | Totales | Totales |
| Equipo                       | Div.                | Temporada           | PD   | G    | E    | P    | Pos. | PD | G    | E    | P    | PD   | G | E             | P             | Pos.          | PD            | G             | E | P     | PD    | G     | E     | P  | Rendimiento | GF      | GC      | Dif.    | Ptos.   |         |         |         |         |
| ---------------------------- | ------------------- | ------------------- | ---- | ---- | ---- | ---- | ---- | -- | ---- | ---- | ---- | ---- | - | ------------- | ------------- | ------------- | ------------- | ------------- | - | ----- | ----- | ----- | ----- | -- | ----------- | ------- | ------- | ------- | ------- | ------- | ------- | ------- | ------- |
| Rangers · Chile              | 2.ª                 | 2015-16             | 21   | 10   | 6    | 5    | 4.º  | 2  | 0    | 0    | 2    | -    | - | -             | -             | -             | 2             | 0             | 0 | 2     | 25    | 10    | 6     | 9  | 48%         | 30      | 31      | -1      | 36      |         |         |         |         |
| Rangers · Chile              | 2.ª                 | 2016-17             | 10   | 4    | 4    | 2    | Inc. | -  | -    | -    | -    | -    | - | -             | -             | -             | -             | -             | - | -     | 10    | 4     | 4     | 2  | 53.33%      | 8       | 8       | 0       | 16      |         |         |         |         |
| Rangers · Chile              | Total               | Total               | 31   | 14   | 10   | 7    | -    | 2  | 0    | 0    | 2    | -    | - | -             | -             | -             | 2             | 0             | 0 | 2     | 35    | 14    | 10    | 11 | 49.52%      | 38      | 39      | -1      | 52      |         |         |         |         |
| Deportes Copiapó · Chile     | 2.ª                 | 2018                | 5    | 1    | 2    | 2    | 14.º | -  | -    | -    | -    | -    | - | -             | -             | -             | -             | -             | - | -     | 5     | 1     | 2     | 2  | 33.33%      | 4       | 5       | -1      | 5       |         |         |         |         |
| Deportes Copiapó · Chile     | 2.ª                 | 2019                | 25   | 9    | 11   | 5    | 9.º  | 1  | 0    | 0    | 1    | -    | - | -             | -             | -             | 3             | 1             | 1 | 1     | 29    | 10    | 12    | 7  | 48.27%      | 34      | 25      | +9      | 42      |         |         |         |         |
| Deportes Copiapó · Chile     | 2.ª                 | 2020                | 4    | 1    | 1    | 2    | Inc. | -  | -    | -    | -    | -    | - | -             | -             | -             | -             | -             | - | -     | 4     | 1     | 1     | 2  | 33.33%      | 8       | 8       | 0       | 4       |         |         |         |         |
| Deportes Antofagasta · Chile | 1.ª                 | 2020                | 14   | 5    | 5    | 4    | Inc. | -  | -    | -    | -    | -    | - | -             | -             | -             | -             | -             | - | -     | 14    | 5     | 5     | 4  | 47.61%      | 17      | 16      | +1      | 20      |         |         |         |         |
| Deportes Antofagasta · Chile | Total               | Total               | 14   | 5    | 5    | 4    | -    | -  | -    | -    | -    | -    | - | -             | -             | -             | -             | -             | - | -     | 14    | 5     | 5     | 4  | 47.61%      | 17      | 16      | +1      | 20      |         |         |         |         |
| Cobreloa · Chile             | 2.ª                 | 2021                | 12   | 4    | 2    | 6    | 13.º | -  | -    | -    | -    | -    | - | -             | -             | -             | -             | -             | - | -     | 12    | 4     | 2     | 6  | 38.89%      | 16      | 16      | 0       | 14      |         |         |         |         |
| Cobreloa · Chile             | Total               | Total               | 12   | 4    | 2    | 6    | -    | -  | -    | -    | -    | -    | - | -             | -             | -             | -             | -             | - | -     | 12    | 4     | 2     | 6  | 38.89%      | 16      | 16      | 0       | 14      |         |         |         |         |
| Deportes Copiapó · Chile     | 2.ª                 | 2022                | 32   | 15   | 7    | 10   | 3.º  | 1  | 0    | 0    | 1    | -    | - | -             | -             | -             | 6             | 3             | 2 | 1     | 39    | 18    | 9     | 12 | 53.84%      | 62      | 41      | +21     | 63      |         |         |         |         |
| Deportes Copiapó · Chile     | 1.ª                 | 2023                | 18   | 4    | 4    | 10   | Inc. | 2  | 1    | 0    | 1    | -    | - | -             | -             | -             | -             | -             | - | -     | 20    | 5     | 4     | 11 | 31.67%      | 16      | 35      | -19     | 19      |         |         |         |         |
| Deportes Copiapó · Chile     | Total               | Total               | 84   | 30   | 25   | 29   | -    | 4  | 1    | 0    | 3    | -    | - | -             | -             | -             | 9             | 4             | 3 | 2     | 97    | 35    | 28    | 34 | 45.7%       | 124     | 114     | +10     | 133     |         |         |         |         |
| Club de Lyon Estados Unidos  | 3.ª                 | 2024                | -    | -    | -    | -    | -    | 2  | 1    | 0    | 1    | -    | - | -             | -             | -             | -             | -             | - | -     | 2     | 1     | 0     | 1  | 50%         | 3       | 4       | -1      | 3       |         |         |         |         |
| Club de Lyon Estados Unidos  | Total               | Total               | -    | -    | -    | -    | -    | 2  | 1    | 0    | 1    | -    | - | -             | -             | -             | -             | -             | - | -     | 2     | 1     | 0     | 1  | 50%         | 3       | 4       | -1      | 3       |         |         |         |         |
| Curicó Unido · Chile         | 2.ª                 | 2024                | 18   | 5    | 5    | 8    | 15.º | 3  | 2    | 0    | 1    | -    | - | -             | -             | -             | -             | -             | - | -     | 21    | 7     | 5     | 9  | 41.27%      | 22      | 30      | -8      | 26      |         |         |         |         |
| Curicó Unido · Chile         | 2.ª                 | 2025                | 15   | 4    | 5    | 6    | Inc. | 8  | 3    | 3    | 2    | -    | - | -             | -             | -             | -             | -             | - | -     | 23    | 7     | 8     | 8  | 42.02%      | 29      | 27      | +2      | 29      |         |         |         |         |
| Curicó Unido · Chile         | Total               | Total               | 33   | 9    | 10   | 14   | -    | 11 | 5    | 3    | 3    | -    | - | -             | -             | -             | -             | -             | - | -     | 44    | 14    | 13    | 17 | 41.67%      | 51      | 57      | -6      | 55      |         |         |         |         |
| Total en su carrera          | Total en su carrera | Total en su carrera | 174  | 62   | 52   | 60   | -    | 19 | 7    | 3    | 9    | -    | - | -             | -             | -             | 11            | 4             | 3 | 4     | 204   | 73    | 58    | 73 | 45.26%      | 249     | 246     | +3      | 277     |         |         |         |         |
| 1. 2.                        |                     |                     |      |      |      |      |      |    |      |      |      |      |   |               |               |               |               |               |   |       |       |       |       |    |             |         |         |         |         |         |         |         |         |

#### Resumen estadístico
| Competición               | Partidos | Ganados | Empatados | Perdidos | %      |
| ------------------------- | -------- | ------- | --------- | -------- | ------ |
| Primera B de Chile        | 153      | 57      | 46        | 50       | 47.27% |
| Primera División de Chile | 32       | 9       | 9         | 14       | 37.51% |
| Copa Chile                | 17       | 6       | 3         | 8        | 41.17% |
| Lamar Hunt U.S. Open Cup  | 2        | 1       | 0         | 1        | 50%    |
| TOTAL                     | 204      | 73      | 58        | 73       | 45.26% |

## Palmarés

### Como jugador

#### Campeonatos nacionales
| Título           | Club            | País      | Año    |
| ---------------- | --------------- | --------- | ------ |
| Primera División | Vélez Sarsfield | Argentina | C-1993 |

#### Copas internacionales
| Título                | Club            | Sede      | Año  |
| --------------------- | --------------- | --------- | ---- |
| Copa Libertadores     | Vélez Sarsfield | São Paulo | 1994 |
| Copa Intercontinental | Vélez Sarsfield | Tokio     | 1994 |